# Anne Müller
Anne Müller (født 5. juli 1983 i Wattenscheid, Tyskland) er en tidligere tysk håndboldspiller, der spillede for Tysklands kvindehåndboldlandshold.
Hun spillede for Bayer Leverkusen fra 2002 til 2010 og HC Leipzig til 2015. Hun skiftede til Borussia Dortmund Handball i 2015 hvor hun spillede indtil, hun stoppede karrieren i 2019.
Hun vandt bronze, med Tyskland, ved VM 2007 i Frankrig og deltog også ved Sommer-OL 2008 i Beijing.